# Condado de Cass (Minnesota)
O Condado de Cass é um dos 87 condados do estado americano do Minnesota. A sede e maior cidade do condado é Walker.
O condado possui uma área de 6 253 km² (dos quais 1 027 km² estão cobertos por água), uma população de 27 150 habitantes, e uma densidade populacional de 5 hab/km² (segundo o censo nacional de 2000). O condado foi fundado em 1858.